# Eva Fénix
Eva Fénix (Tegucigalpa; 10 de abril de 1990) es una actriz pornográfica hondureña.

## Carrera
Incursionó en el mundo del cine para adultos en 2012, a la edad de 22 años, filmando para la compañía FM Concepts. Posteriormente trabajó para Evil Angel, Brazzers, Girlfriends Films, entre otras compañías reconocidas de la industria.
Se había retirado en 2015, siendo su última película para Fresh Girls Media, pero regresó en 2017 para filmar Mothers & Daughters.
En Honduras, Eva Fénix es tenida como la actriz pornográfica más popular del país, por encima de Isabella de la Cruz, Maya Morena, Pharyn Sparks, Serena Lewis y Carmel St. Claire.